# Бьелькевик, Аннетте
Аннетте Бьелькевик (норв. Annette Bjelkevik ; род. 12 мая 1978) — норвежская конькобежка. Участница зимних Олимпийских игр 2006 года, 15-кратная чемпион Норвегии, 25-кратная призёр чемпионата Норвегии. Выступала за команду "Arendal SK".

## Биография
Аннетте Бьелькевик родилась в муниципалитете Арендал, где и начала кататься на коньках на озере Лонгумваннет. Вместе с Аннетте в семье росли две младшие сестры-близнецы Хедвиг и Силье. С раннего детства родители брали их на активный отдых. Девочки также играли в хоккей на льду. В то время в Арендале ещё не было катка и родители возили детей тренироваться на каток в Шиен. Аннетте в 12 лет вступила в спортивный клуб "Arendal SK", в котором выступала до конца своей карьеры.
В 1993 году она впервые участвовала на молодёжном чемпионате Норвегии и сразу поднялась на 3-е место в мини-многоборье, а через год выиграла чемпионат. С 1995 года принимала участие на юниорском чемпионате Норвегии и не раз попадала в призы. В 1998 году Аннетте стала участвовать в чемпионате Норвегии среди взрослых и уже на следующий год выиграла бронзу в комбинации спринта. В сезоне 1999/2000 дебютировала на Кубке мира, после чего в марте 2000 года впервые стала чемпионом Норвегии на дистанции 1000 м.
В 2001 году она выиграла и чемпионат Норвегии в многоборье и дебютировала на чемпионате Европы в классическом многоборье, где заняла 17-е место. Следом на чемпионате мира в спринтерском многоборье стала 27-й в общем зачёте. В 2002 году на очередном чемпионате Европы в классическом многоборье заняла только 21-е место, правда через год поднялась на 15-е место. В том же 2003 году дебютировала на чемпионате мира в классическом многоборье и заняла 22-е место. Также стала 22-й в забеге на 1500 м на чемпионате мира на отдельных дистанциях. 
В 2004 году Аннетте выиграла норвежский чемпионат на дистанциях 1500 м, 3000 м и 5000 м и участвовала только на чемпионате Европы в классическом многоборье, где финишировала на 17-м месте. В сезоне 2004/05 стала 14-й на чемпионате Европы в классическом многоборье, 27-й на чемпионате мира в спринтерском многоборье, 17-й на чемпионате мира в классическом многоборье и на чемпионате мира на отдельных дистанциях в Инцелле заняла 14-е место в забеге на 1500 м и 21-е на 1000 м. В сезоне 2005/06 после двух побед на чемпионате страны в забегах на 500 и 1000 м Аннетте одержала и первую победу в спринтерском многоборье и в ноябре 2005 года установила рекорд Норвегии в забеге на 1500 м со временем 1:59,93 сек.
В январе 2006 года стала 14-й в многоборье на чемпионате Европы в Хамаре. На своих первых и единственных зимних Олимпийских играх в Турине заняла 17-е место на дистанции 1500 м, 23-е на 3000 м и 7-е место в командной гонке. На чемпионате мира в Калгари заняла 18-е место в многоборье. В октябре 2006 года во время ледовой тренировки в Инцелле она столкнулась с другой конькобежкой на скорости 50 миль в час и была доставлена в больницу в без сознания. Через несколько дней её выписали с больницы и она приступила к тренировкам. Следующие три сезона Аннетте продолжала участвовать только на чемпионате Норвегии, где постоянно попадала на подиум, но в декабре 2008 года завершила карьеру из-за травм.

## Личная жизнь и семья
Аннетте Бьелькевик после ухода из спорта несколько лет работала садовником и аниматором, а также супервайзером в фитнес-центре. Она интересуется рыбалкой и садоводством. Её сестра Силье никогда не добивалась успеха на вершине, как две её сестры, но участвовала в чемпионате мира среди юниоров и в других международных соревнованиях. Она ушла из спорта рано, в 2003 году из-за постоянных простуд, после чего работала в спортивном бутике "G-Max". Она родила девочку Олу от бывшего немецкого конькобежца Яна Фризингера, брата Анни Фризингер. Хедвиг вместе с Аннетте участвовала в Олимпийских играх 2006 года, потом открыла свою художественную галерею, после того, как в 2008 году закончила карьеру из-за болезни правой стопы.